# Noma (restaurante)

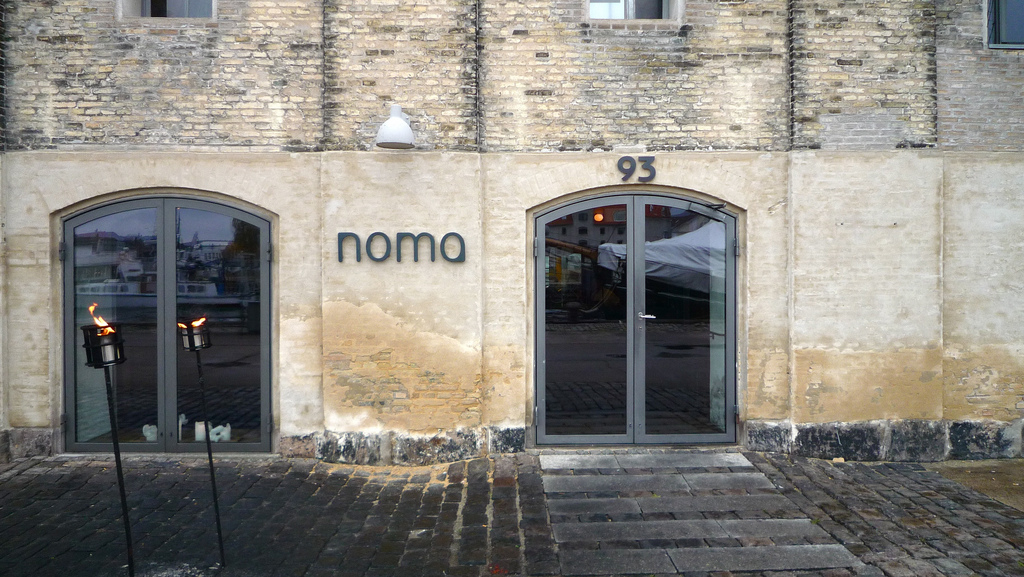
Entrada de Noma en Nordatlantens Brygge, Copenhague

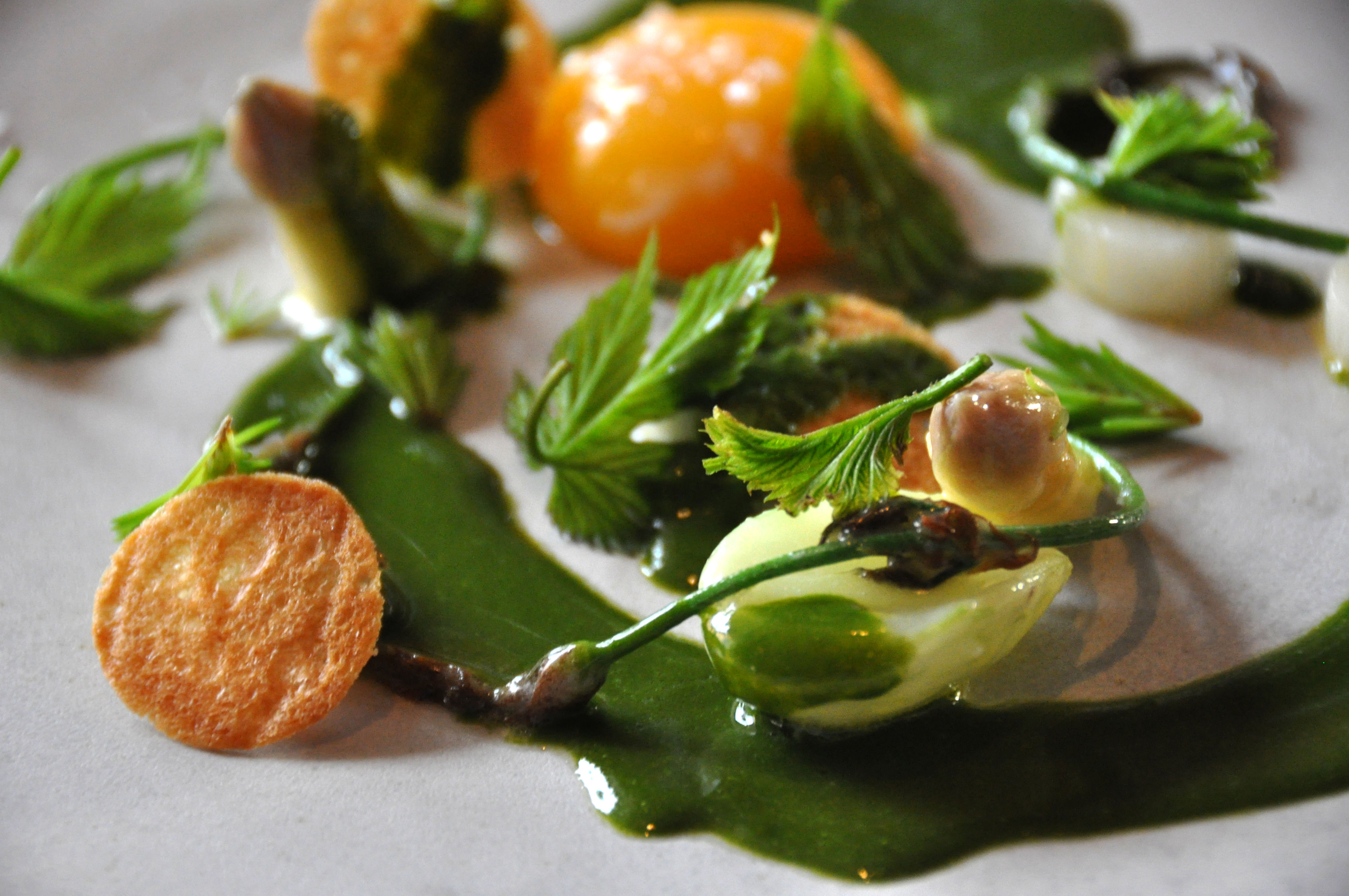
Plato con ingredientes tradicionales locales de Noma, "Espárragos blancos con yema de huevo y salsa de aspérula odorante.

Noma es un restaurante danés situado en Nordatlantes Brygge, una antigua bodega en Copenhague, ahora convertida en centro cultural para el área del atlántico norte. 
Considerado por Restaurant Magazine como el «Mejor restaurante del mundo» en 2010, 2011, 2012, 2014 y 2021, tiene también en su haber 3 estrellas en la Guía Michelin. 
El nombre Noma es un acrónimo del danés "nordisk mad", que significa "comida nórdica". La base de sus menús son ingredientes locales y representa la cocina danesa moderna.  René Redzepi es el jefe de cocina y copropietario del restaurante.

## Reconocimientos
- 2019: 2° Mejor restaurant del Mundo para Restaurant Magazine
- 2014 «Mejor restaurante del mundo» para Restaurant Magazine
- 2010, 2011 y 2012: «Mejor restaurante del mundo» para Restaurant Magazine.
- 2008-2009; 2011-2012: Dos estrellas en la Guía Michelín.
- 2008: Los usuarios de la página web TripAdvisor califican Noma como el mejor del mundo.[1]